# فلزات پس‌واسطه
|  |

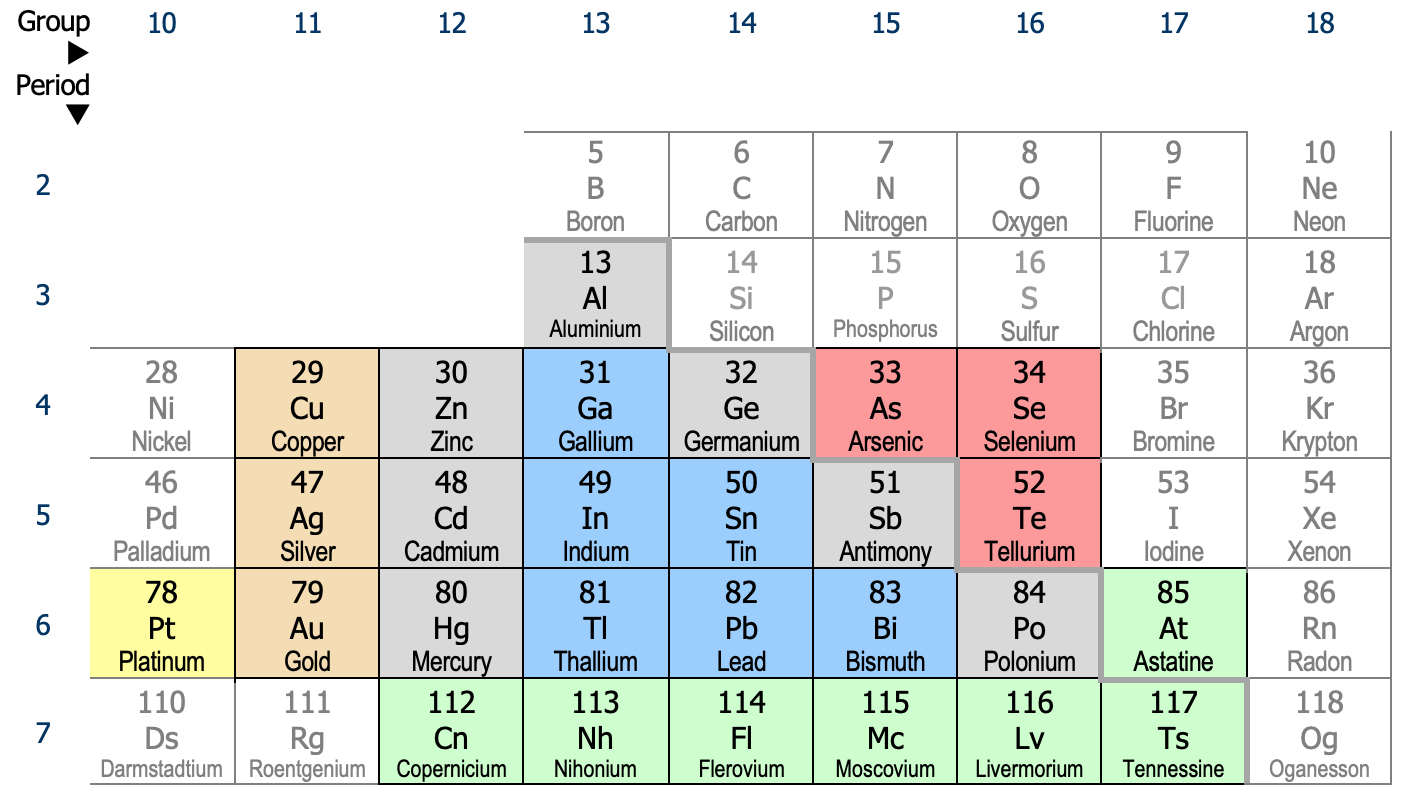
در این تصویر خط جداکننده فلزها و نافلزها نیز نشان داده شده‌است. فلزهایی که غالباً شبه‌فلز نامیده می‌شوند (B, Si Ge, As, Sb, Te) در یکی از دو طرف این خط یافت می‌شوند.

فلزات پس‌واسطه در شیمی عبارتند از آن دسته از عنصرهای فلزی در جدول تناوبی که میان فلزهای واسطه (در سمت چپشان) و شبه‌فلزات (در سمت راستشان) قرار دارند. از جمله عنصرهایی که معمولاً در این رده قرار می‌گیرند می‌توان به گالیم، ایندیم، تالیم، قلع، سرب و بیسموت اشاره کرد. بسته به اینکه در یک جدول فهرست عنصرهای واسطه کجا به اتمام می‌رسد و نافلزها آغاز می‌شود، شمار فلزات پس‌واسطه تغییر می‌کند.
از دیدگاه فیزیکی فلزات پس‌واسطه معمولاً نرم (یا ترد) اند، ویژگی‌های مکانیکی ضعیفی دارند و نقطهٔ ذوب آن‌ها نسبت به فلزهای واسطه پایین‌تر است. ساختار بلوری آن‌ها تمایل دارد که اثرات پیوند کووالانسی از خود نشان دهد و معمولاً پیچیدگی بیشتر یا عدد هم‌آرایی کمتری نسبت به دیگر عنصرهای فلزی دارند.
از دیدگاه شیمیایی، این فلزات با درجات مختلف تمایل به داشتن نقش آمفوتر و تشکیل گونه‌های آنیونی مانند آلومیناتها و بیسموتات‌ها دارند (در صورتی که دربارهٔ آلومینیم، قلع یا بیسموت بحث شود) هم چنین می‌توانند فاز زینتل را تشکیل دهند.
دلیل نام پس‌واسطه این است که هیچ نام آیوپاک پذیرفته شده‌ای برای این فلزها وجود ندارد. گاهی به این فلزها، فلزهای زیرگروه ب یا دیگر فلزات یا فلزات بلوک پی هم می‌گویند. در مجموع یازده نام دیگر برای این گروه فلزات وجود دارد.

## عنصرها
معمولاً فلزهای گروه ۱۳ تا ۱۵ در ردهٔ فلزات پس‌واسطه قرار می‌گیرند، شامل: گالیم، ایندیم، تالیم، قلع و سرب و بیسموت. دیگر عنصرها گاهی در این رده جای می‌گیرند از جمله: مس، نقره و طلا (که البته معمولاً این سه عنصر را واسطه در نظر می‌گیریم)؛ روی، کادمیم و جیوه (که اگر پس‌واسطه نباشند، واسطه در نظر گرفته می‌شوند) و آلومینیم، ژرمانیم، آرسنیک و آنتیموان (که سه مورد آخر معمولاً شبه‌فلز در نظر گرفته می‌شوند). آستاتین که معمولاً به عنوان نافلز یا شبه‌فلز است اما اگر پیش‌بینی شود ساختار بلوری فلزی دارد آنگاه به عنوان فلز پس‌واسطه رده‌بندی می‌شود. عنصرهای ۱۱۲ تا ۱۱۷ ممکن است پس‌واسطه باشند. چون مقدار کمی از آن‌ها تولید شده‌است برای پژوهش و بررسی بر روی ویژگی‌های فیزیکی و شیمیایی شان کافی نبوده‌است.
در دههٔ ۱۹۵۰ در بیشتر کتاب‌های شیمی معدنی در پایان گروه ۱۰ جدول تناوبی فلزات پس‌واسطه بود (نیکل، پالادیم و پلاتین) در نتیجه گروه ۱۱ (مس، نقره و طلا) و گروه ۱۲ (روی، کادمیم و جیوه) در ردهٔ فلزات پس‌واسطه نبودند. در پژوهشی که در سال ۲۰۰۳ صورت گرفت معلوم شد که فلزات واسطه با تناوب نسبتاً مساوی در پایان گروه ۱۱ یا ۱۲ قرار گرفته‌اند.

## دسته‌بندی‌های مرتبط

### فلزهای شیمیایی ضعیف
راینر-کانهام و اُورتن از عبارت فلزهای شیمیایی ضعیف برای اشاره به فلزهایی که نزدیک مرز فلزی-نافلزی قرار دارند استفاده می‌کنند. این فلزها بیشتر همانند شبه‌فلزها رفتار می‌کنند به ویژه نسبت به تشکیل گونه‌های آنیونی. این عنصرها عبارتند از: بریلیم، آلومینیم، روی، گالیم، قلع، سرب ، آنتیموان، بیسموت و پولونیم.

### فلزات زیرگروه ب
ظاهراً فلزات زیرگروه ب عبارتند از فلزهای گروه IB تا VIB (گروه یک تا شش B) از جدول تناوبی، معادل گروه‌های ۱۱ تا ۱۶ جدول تناوبی آیوپاک. فلزهای زیرگروه ب ویژگی‌های نافلزی از خود نشان می‌دهند به ویژه با پیشروی از گروه ۱۲ به ۱۶ این مسئله واضح تر است.